# Granja de Rocamora
Granja de Rocamora község Spanyolországban, Alicante tartományban. Lakosainak száma 2739 fő (2024). Granja de Rocamora Albatera, Benferri, Callosa de Segura, Cox, Orihuela, Redován, San Isidro és Llanera de Ranes községekkel határos.

## Népesség
A település lakosságának változását az alábbi diagram mutatja:
| Lakosok száma | 1902 | 2066 | 2093 | 2362 | 2463 | 2417 | 2461 | 2580 | 2609 | 2739 |
|               | 2001 | 2004 | 2006 | 2009 | 2011 | 2014 | 2016 | 2019 | 2021 | 2024 |